# Palacio Sobański
El palacio Sobański es un palacio renacentista en Guzów, Condado de Żyrardów, Voivodato de Mazovia, Polonia.

## Historia

### Siglo 18
El dominio ducal de Guzów se remonta a la Baja Edad Media y a su propietario, Siemowit IV, Duque de Masovia. En la segunda mitad del siglo XVIII, un matrimonio fortuito con Paula, de soltera Szembek, viuda de Jan Prosper Potocki, permitió al noble Andrzej Ogiński recibir la finca en su dote. Fueron padres de una hija y del notable compositor Michał Kleofas Ogiński. Andrzej Ogiński construyó en el solar de Guzów un complejo señorial de ladrillo de estilo barroco tardío.
Tras la tercera partición de Polonia, pasó a ser propiedad del Estado prusiano, pero se entregó al ministro, el barón Karl Georg von Hoym, por sus servicios. Éste, a su vez, decidió venderla de nuevo a su antigua propietaria, la viuda Ogińska, cuando su primogénito, Feliks Lubienski intervino con la oferta de sus dos fincas a cambio de Guzów. La oferta fue aceptada. Él y su familia inmediata fueron propietarios de la finca hasta la década de 1840. En 1842, Henryk Lubienski tuvo graves dificultades financieras, por lo que la finca fue subastada en 1856 para saldar las deudas.

### Siglo 19

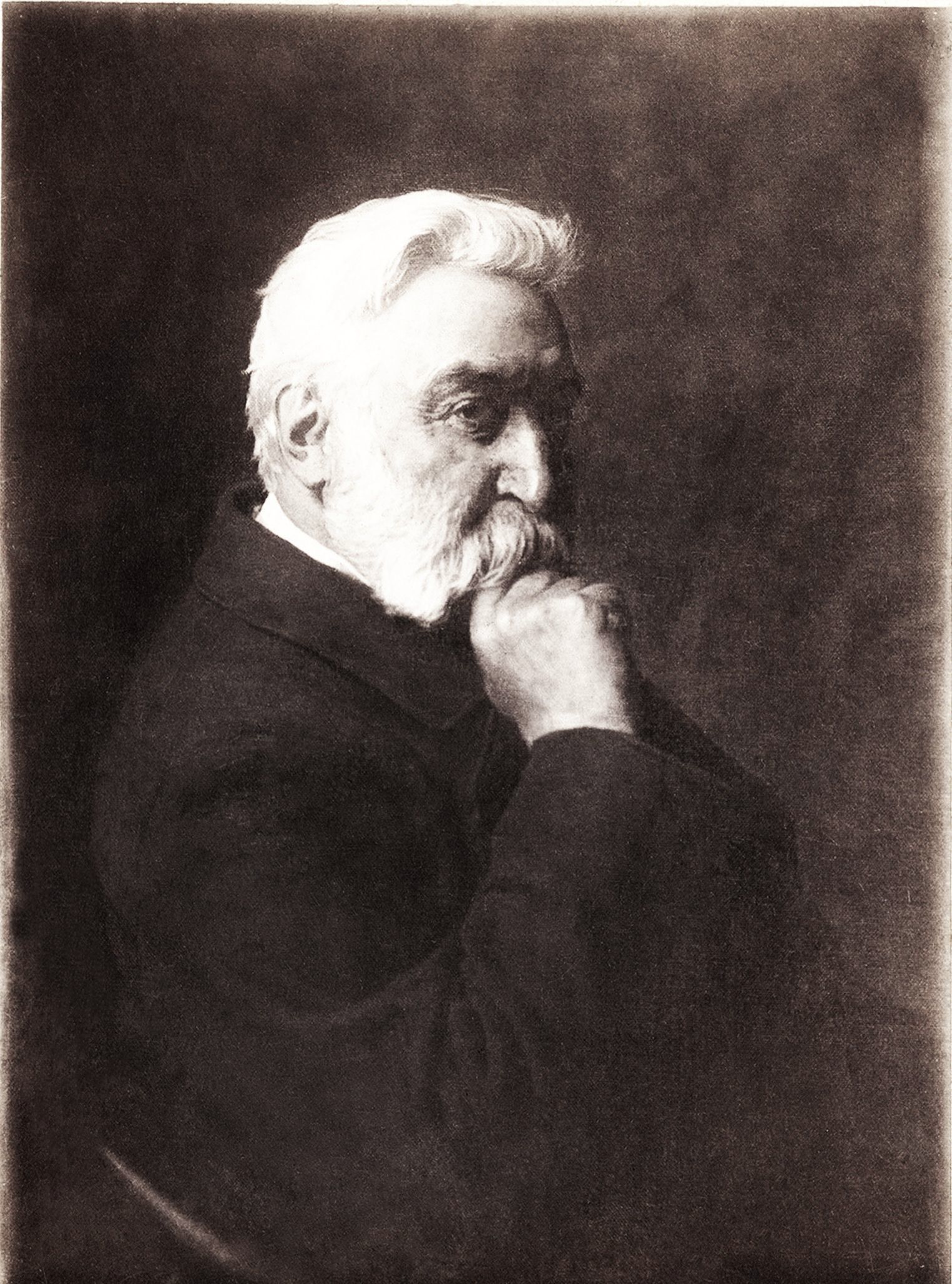
Conde Félix Hilary Sobanski

Fue rescatado por un nieto de Feliks Łubieński, Feliks Sobański de Podolia, quien compró la finca por una suma considerable, liquidando las deudas. En el último cuarto del siglo XIX, Sobański encargó al arquitecto Władysław Hirszel que reconstruyera la casa solariega como un gran palacio, siguiendo el modelo de los castillos franceses del valle del Loira . Un jardín paisajístico fue diseñado por Walerian Kronenberg y Franciszek Szanior .

### siglo 20
Durante la Primera Guerra Mundial, el palacio se utilizó como hospital de primera línea y quedó prácticamente destruido, junto con su jardín. En el periodo de entreguerras se reconstruyó, pero después de la Segunda Guerra Mundial el palacio fue saqueado por su decoración y mobiliario. Más tarde, el palacio se utilizó como alojamiento para los empleados de la fábrica de azúcar local. En 1996, la familia Sobański recuperó la posesión del complejo palaciego.
Tras muchos años de abandono, la casa está siendo restaurada de su mal estado, junto con el jardín. La antigua capilla del palacio (actual iglesia de San Félix de Valois), junto con una parte del jardín, es la única parte de la propiedad que ha sido totalmente restaurada.

## Galería

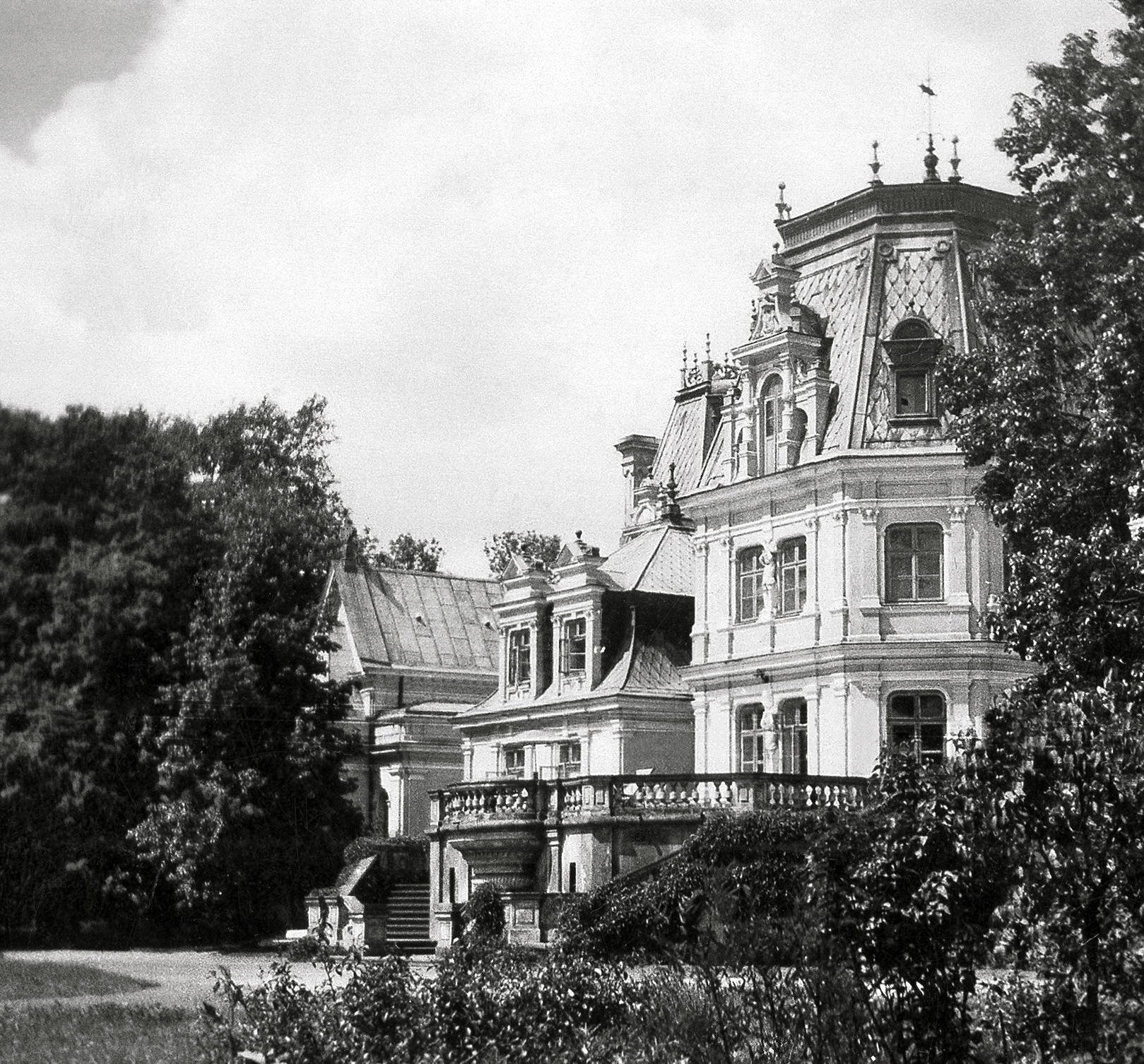
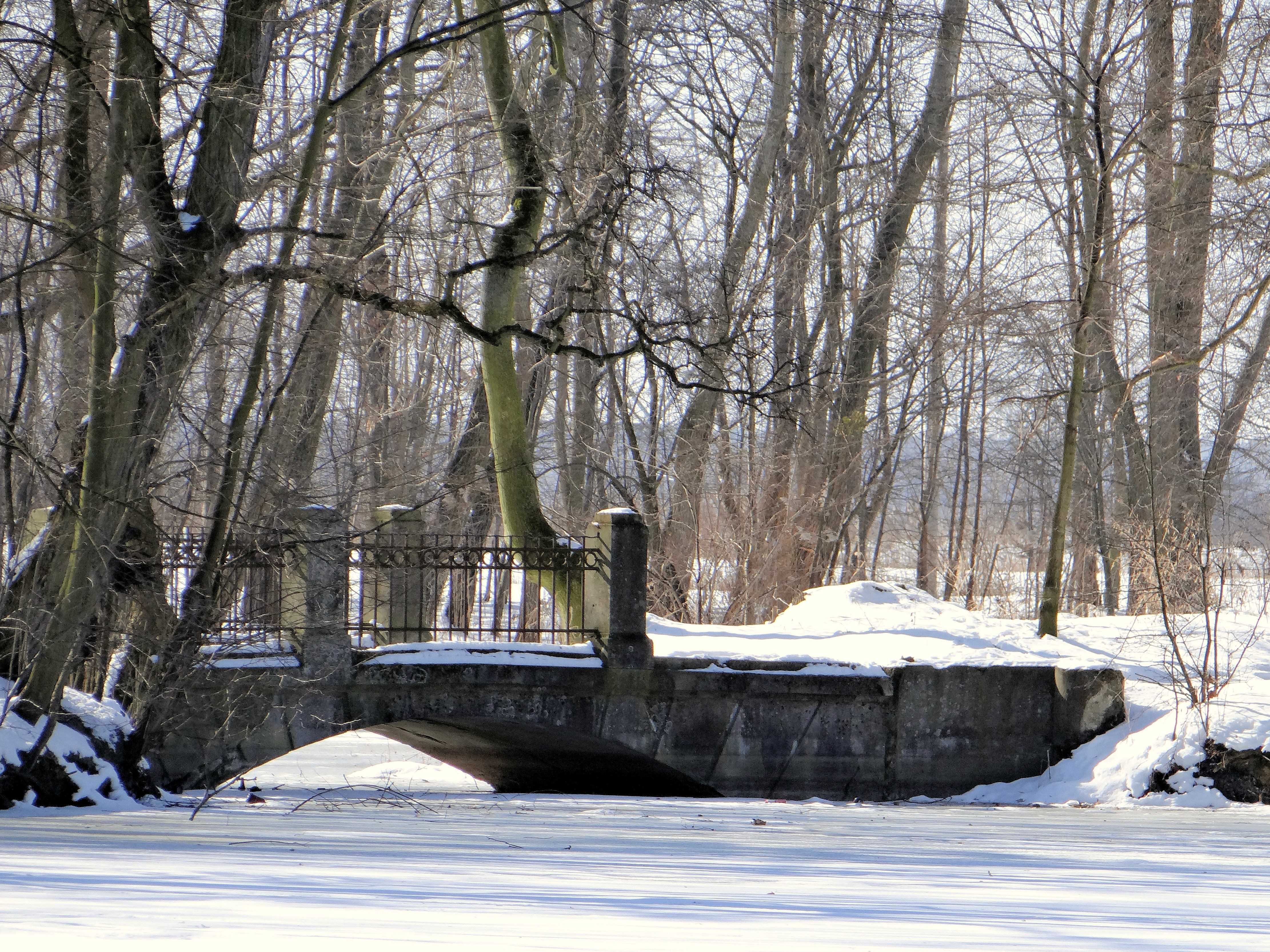
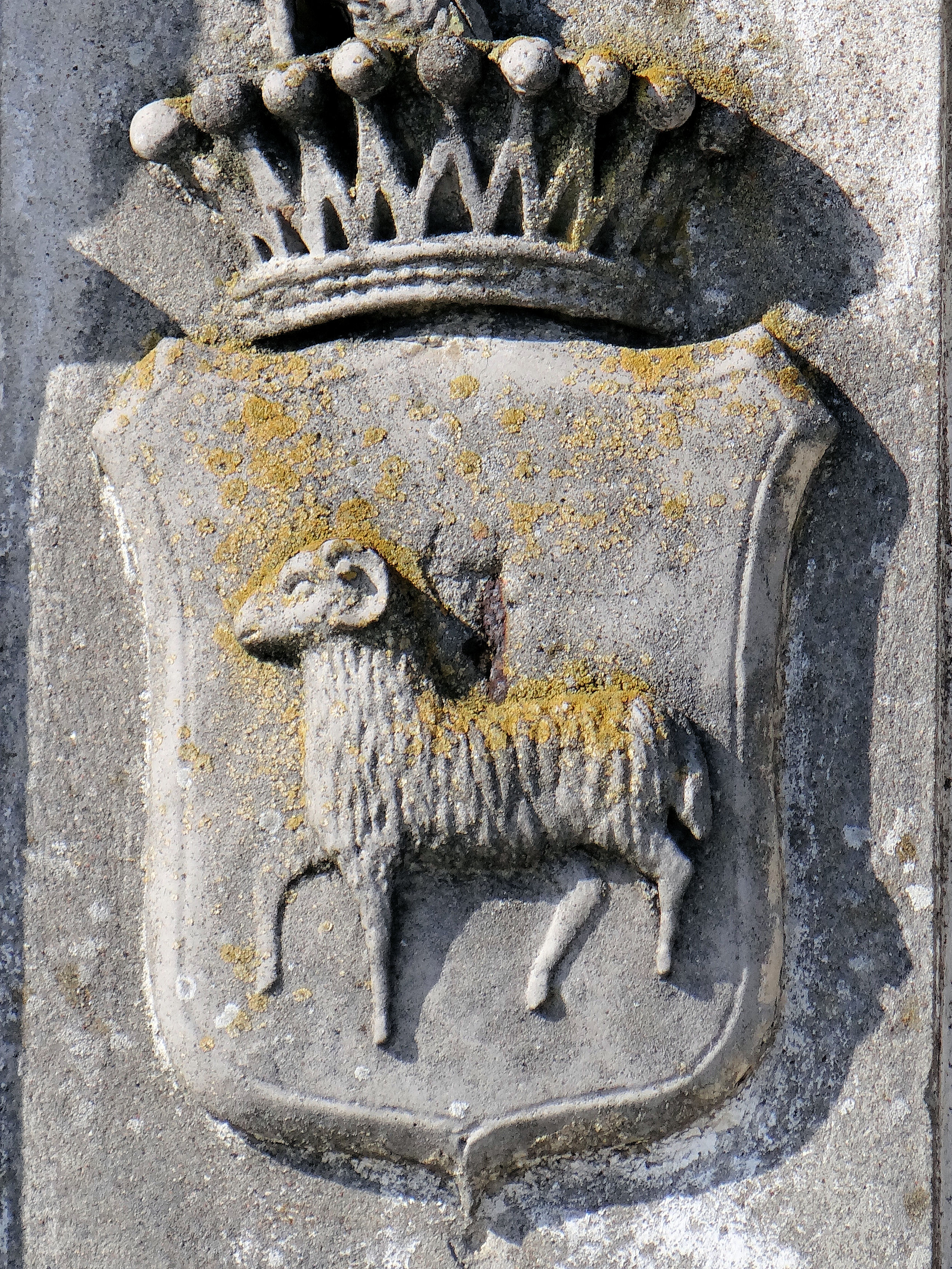
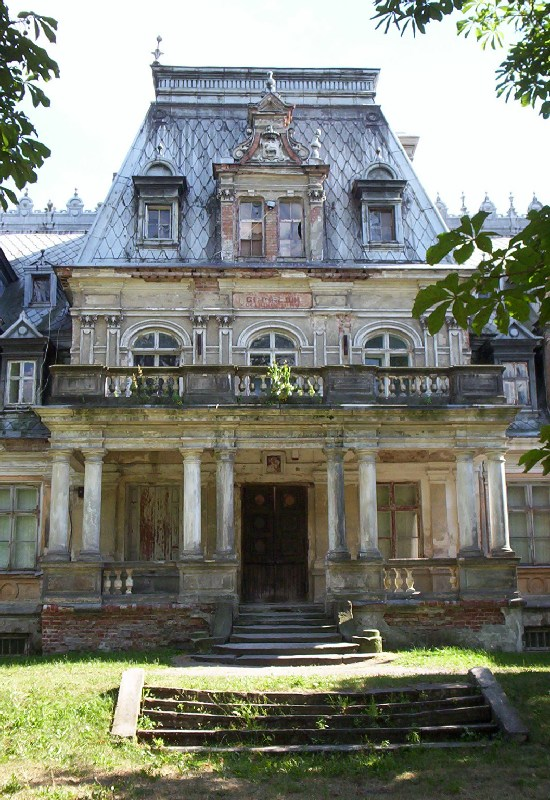
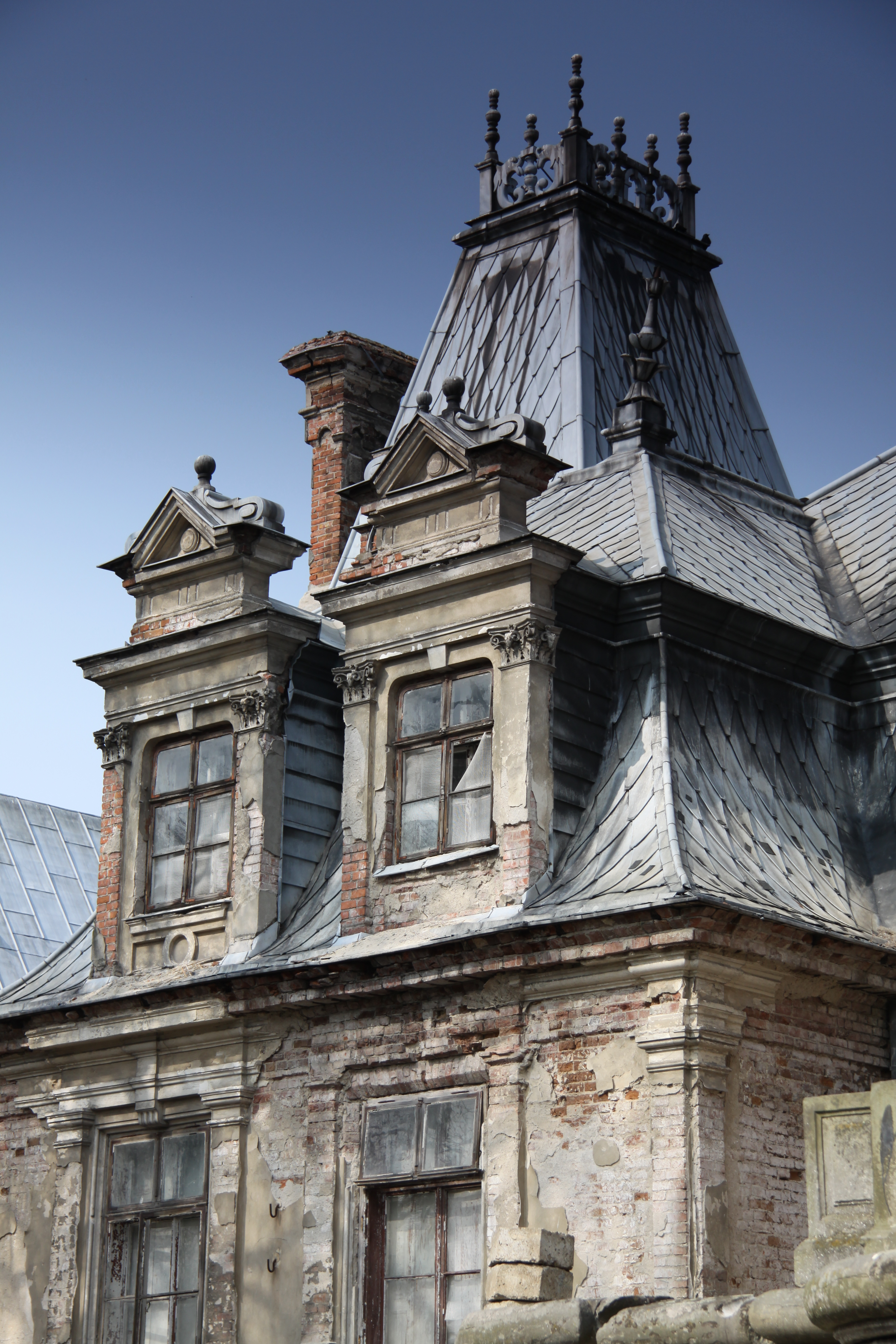
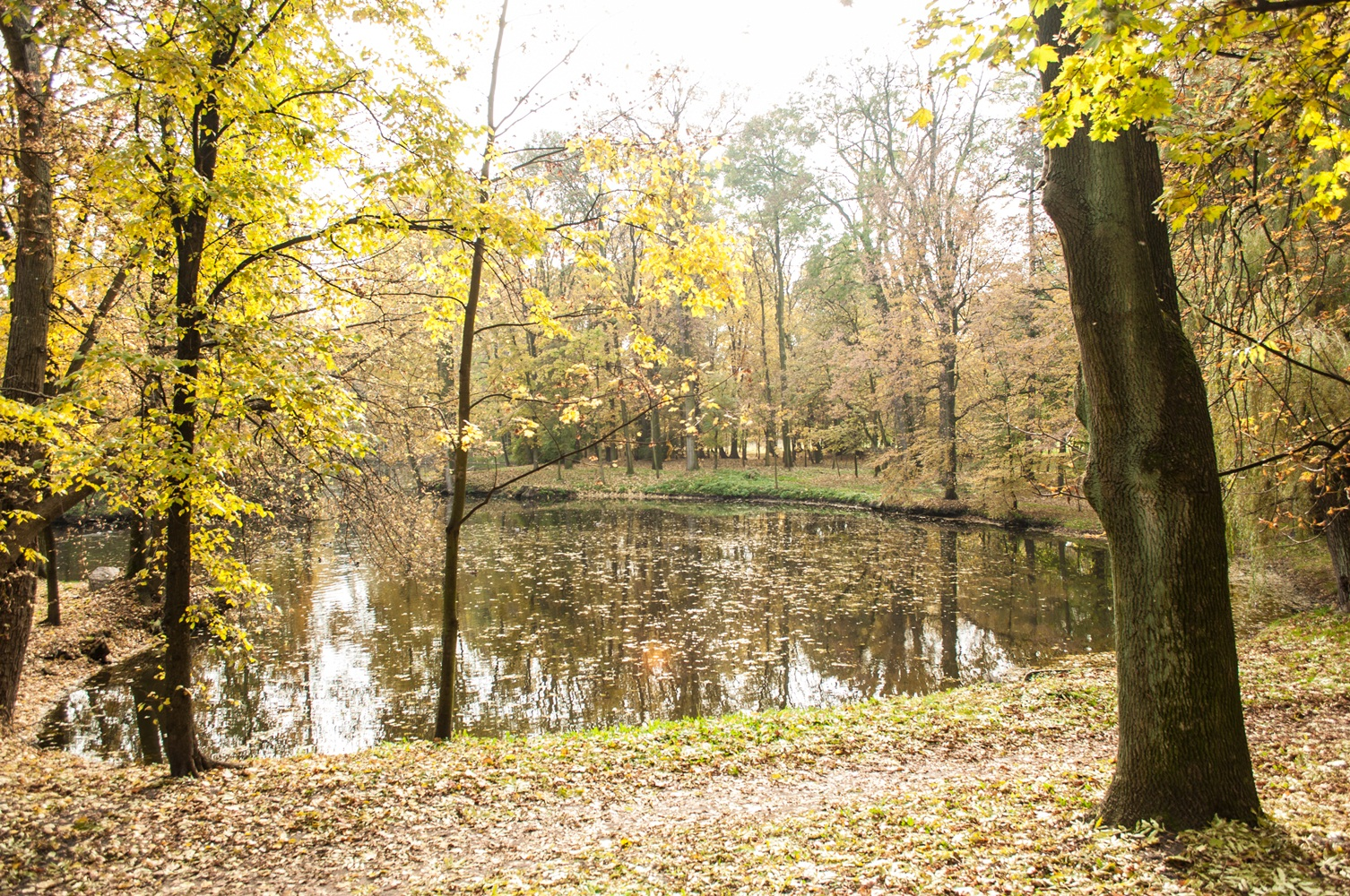
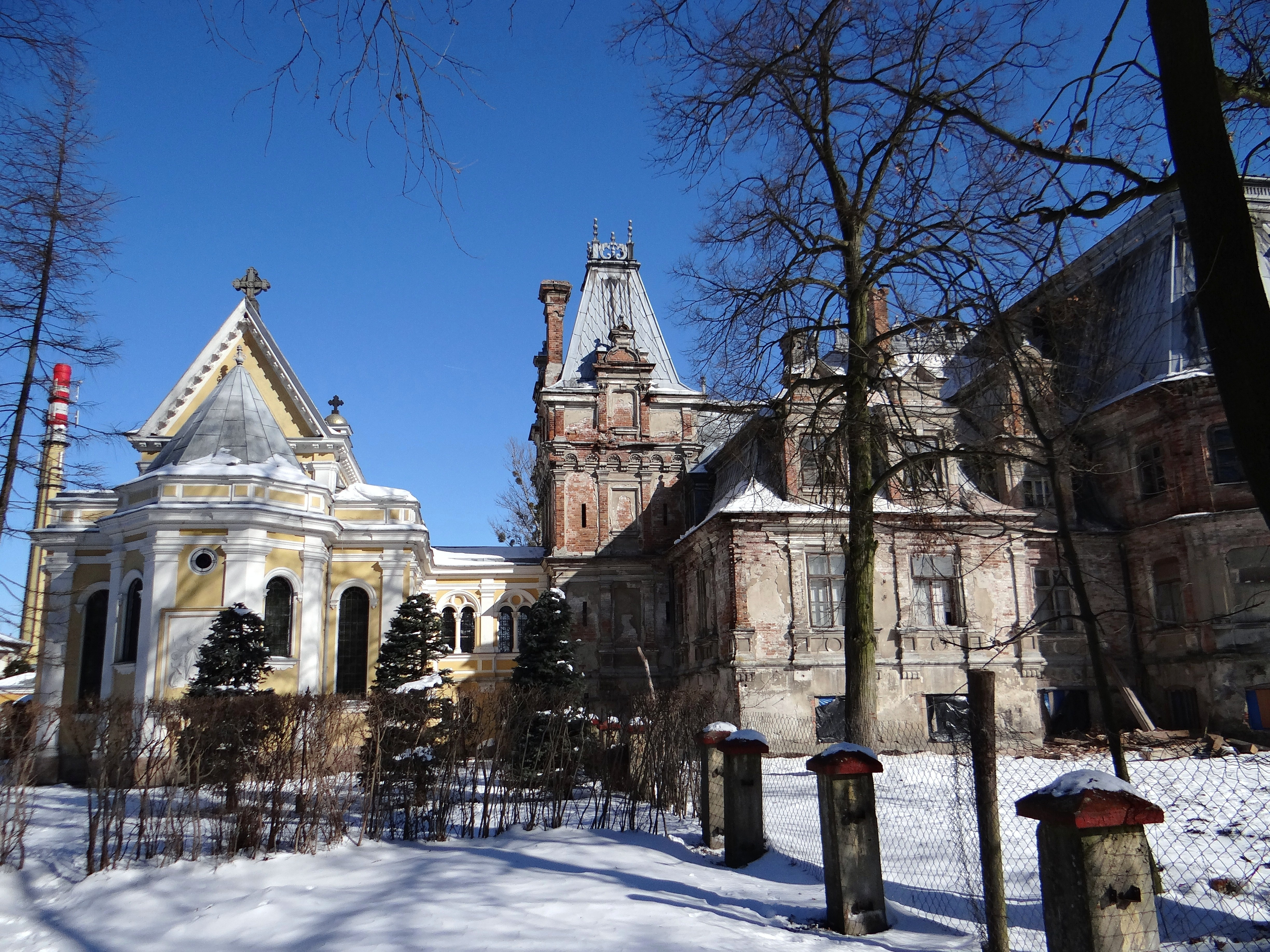
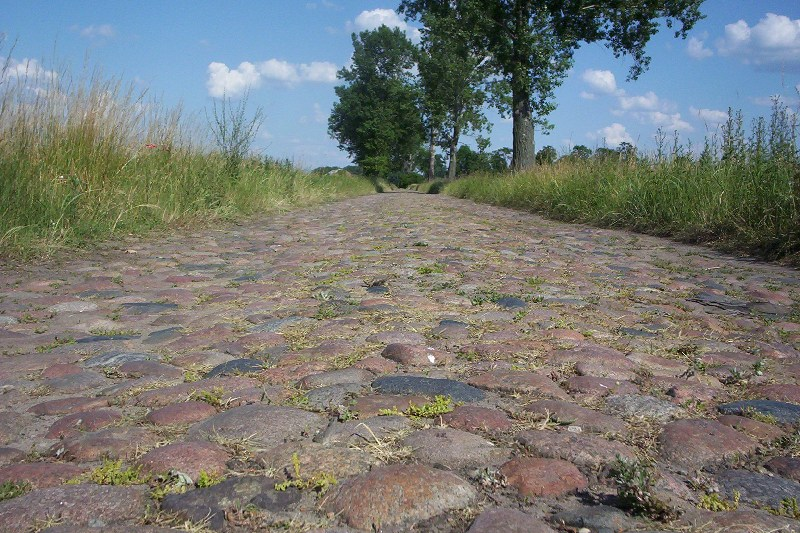
Camino de Guzów-Oryszew
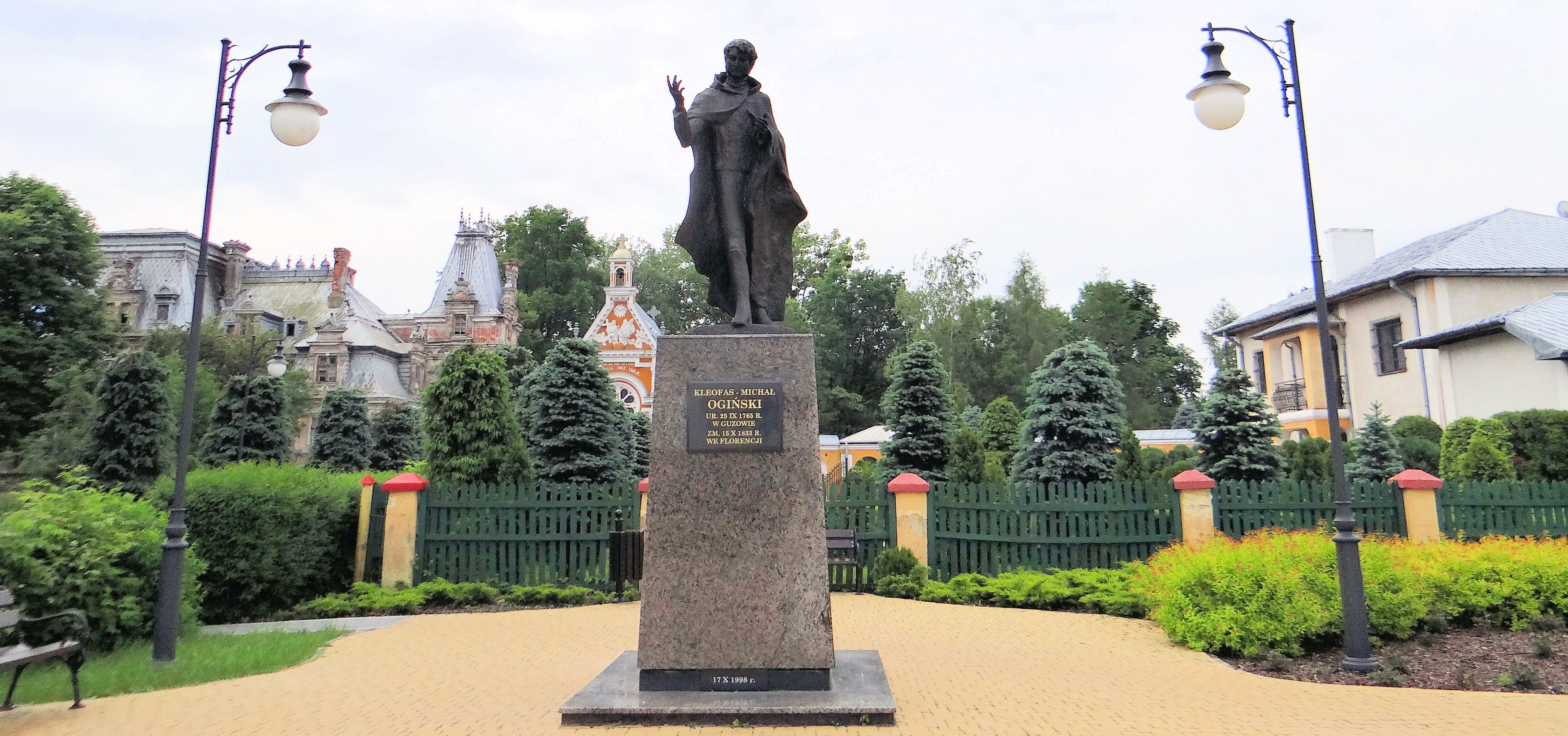
Monumento a Michał Kleofas Ogiński en Guzów
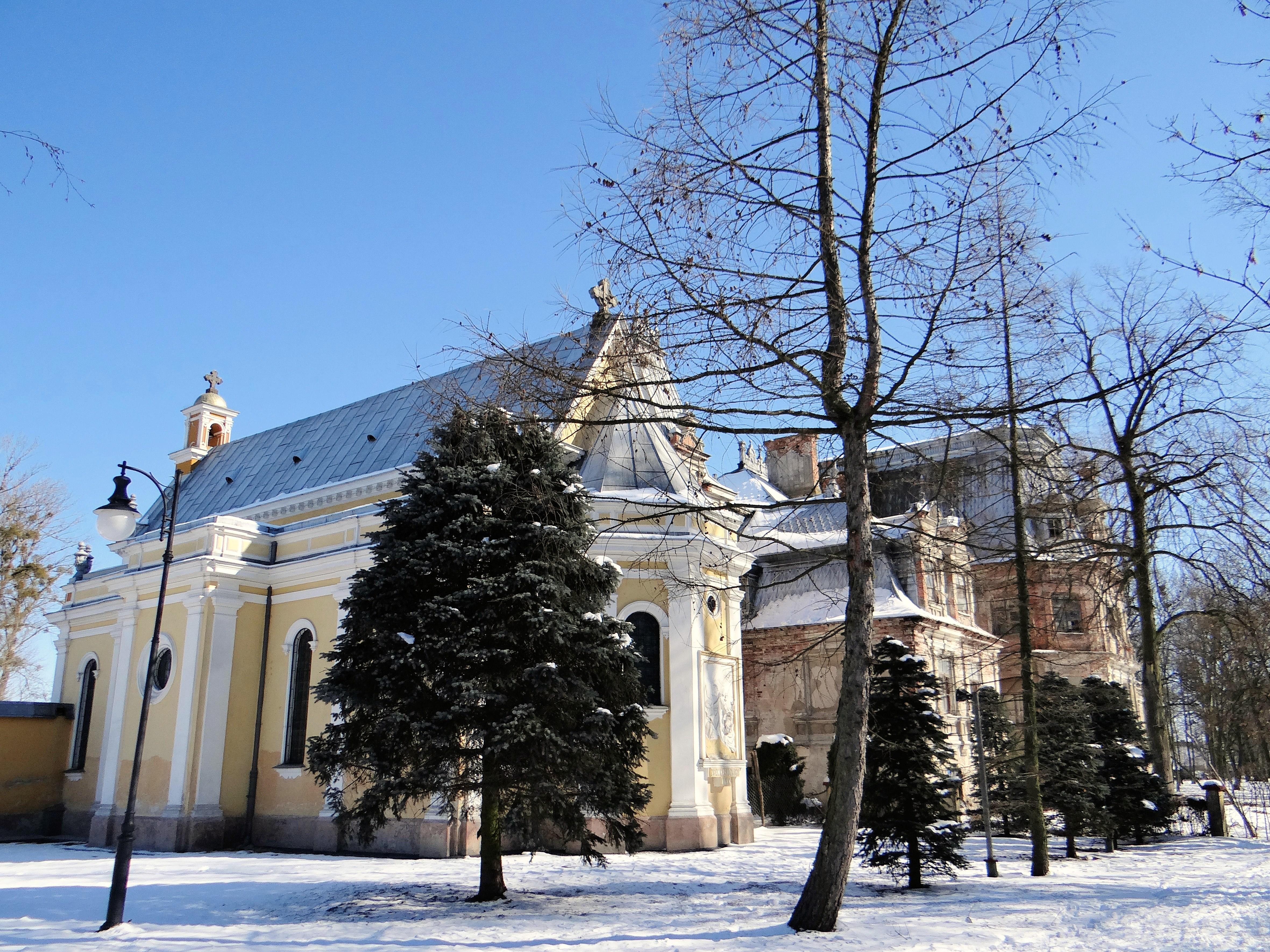
Palacio e iglesia de Sobański en Guzów
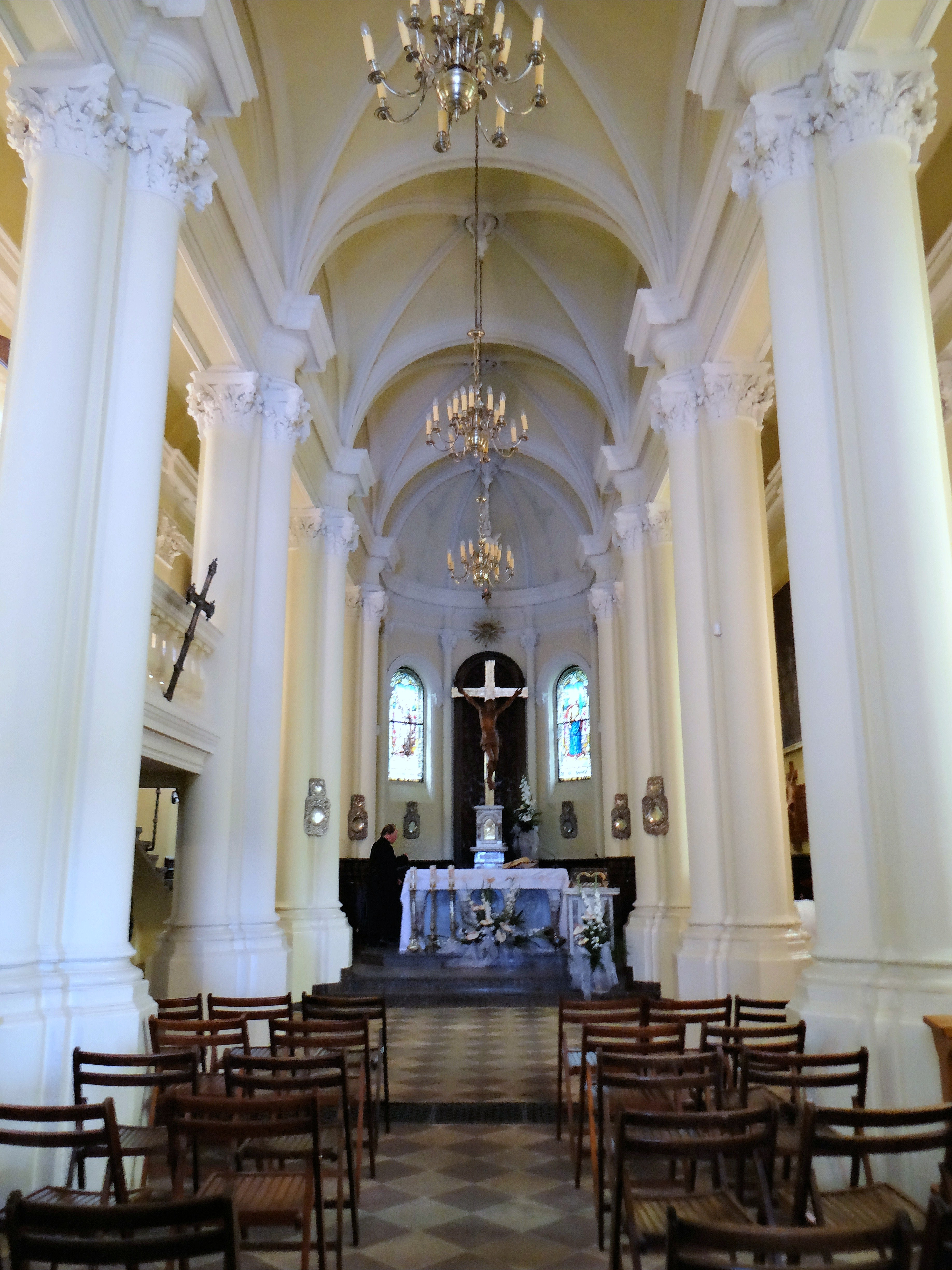
Interior de la iglesia de San Félix de Valois
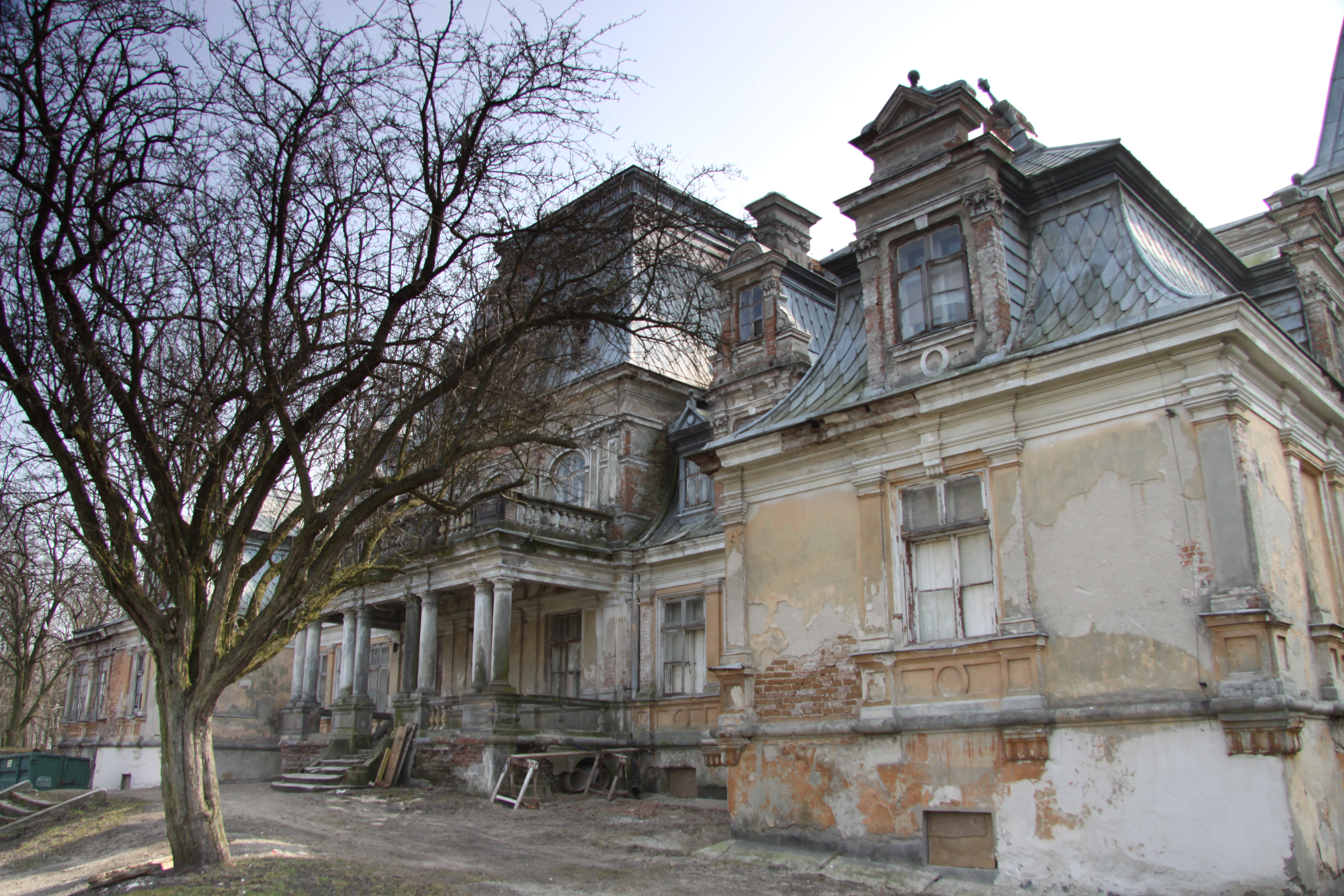
Palacio Sobański - fachada en ruinas
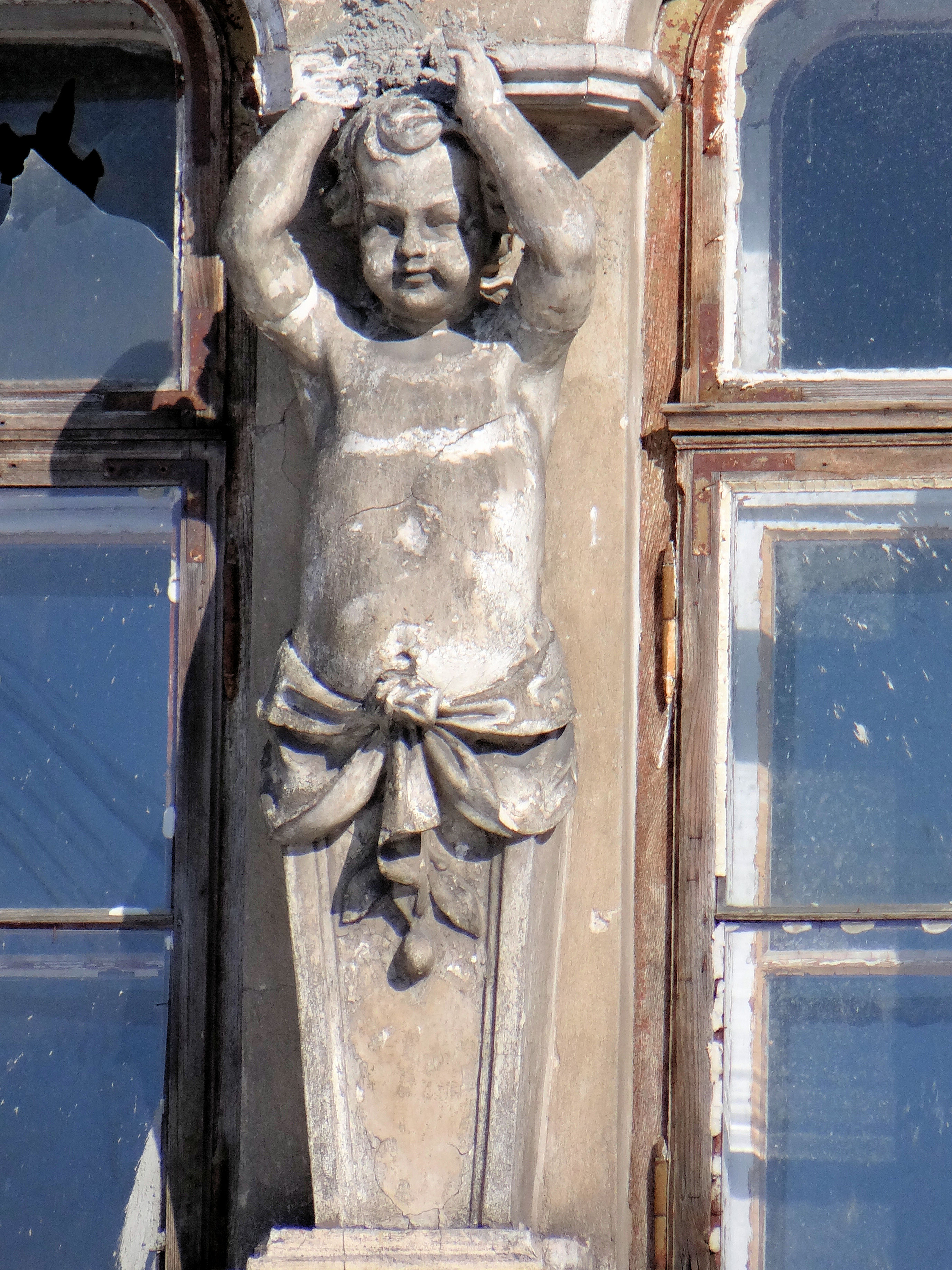
Detalle del Palacio Sobański en Guzów
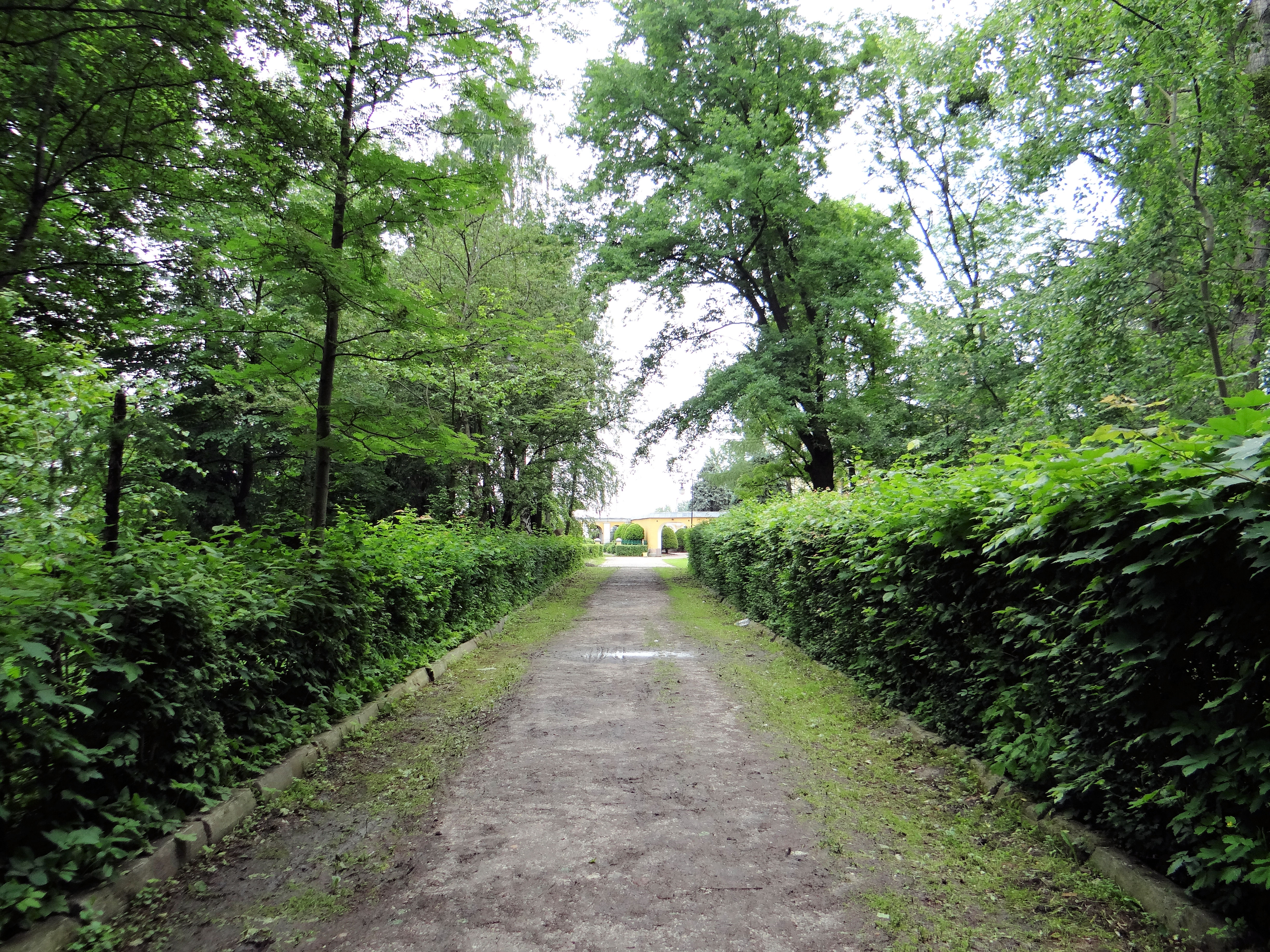
Parque del Palacio Sobański en Guzów